# Melospiza melodia
Melospiza melodia é uma ave de dimensões médias com distribuição natural na América do Norte. A espécie pertence ao género Melospiza, conhecido pelo nome comum de pardais-americanos, sendo a espécie deste grupo mais abundante, variável e adaptável.